# Paula, bailarina
Paula, bailarina es el trigésimo sexto capítulo de la segunda temporada de la serie de televisión argentina Mujeres asesinas. Este episodio se estrenó el día 12 de diciembre de 2006.
Este episodio fue protagonizado por Jazmín Stuart, en el papel de asesina. Coprotagonizado por Víctor Laplace.

## Desarrollo

### Trama
Paula (Jazmín Stuart) es una bailarina de cabaret que un día conoce a Alfredo (Víctor Laplace). En ese momento su vida cambia para siempre. entonces el le muestra un mundo que ella no hubiera podido ni soñar. La lleva de compras, le promete viajes, la lleva a vivir a un lujoso departamento, le jura que va a separarse de su esposa, pero no todas las promesas de un hombre se cumplen. Las cosas no son como Paula había soñado. Paula siente que ese hombre solo la usa como diversión y que nunca la quiso. Durante una noche de amargura, Paula se endosisa a ese hombre y aprovechando su estado de incompetencia por los efectos de la droga, toma unas tijeras y le corta el pene a  Alfredo, provocando que muera desangrado.

### Condena
Paula D. fue declarada culpable por homicidio simple y condenada a 9 años de prisión. Salió después de estar presa 6 años y dos meses. Volvió a trabajar de bailarina en un cabaret del interior.

## Elenco
- Victor Laplace
- Jazmín Stuart
- Fernanda Caride

## Adaptaciones
- Mujeres asesinas (Colombia): Paula, la bailarina - Ana Lucía Domínguez
- Mujeres asesinas (México): Paula, bailarina - Kika Edgar